# General Rivas
General Rivas es una localidad argentina del partido de Suipacha, provincia de Buenos Aires.
Está unida a la ciudad de Suipacha por una ruta de asfalto que nace desde la ruta provincial 43 y dista de esta a escasos 20 km.
Cada 16 de agosto se realiza la fiesta del pueblo, recordando en este caso a San Roque, santo patrono de la comunidad. Allí se puede disfrutar de un día con desfile criollo, suculento almuerzo y destrezas criollas por la tarde. Además, a partir del año 2016, se realiza anualmente la Fiesta del Pan, donde muchos vecinos compiten entre sí con elaboración de panificados en sus distintas variedades.

## Historia
Rivas se fundó alrededor de 1875, en campos de don Francisco Alori, que había obtenido por su casamiento con doña Maximilina Martínez, hija de don Pablo Martínez, y hermano de éste, a su vez, de don Clemente Martínez, a quienes nos hemos referido por su matrimonio con doña Eugenia Villafañe.
Dice la tradición familiar que Aroli llegó a esos lugares siendo muy jovencito, con el Ejército Grande, allá por 1852, y posiblemente entonces hizo conocimiento con la familia de la que luego había de ser su esposa.
Maximina Martínez fue única hija y por lo tanto heredera de la gran cantidad de campo que su padre tenía, y que prácticamente abarcaba todo el lugar donde se extiende el pueblo y sus alrededores.
Martínez y Alori se dedicaron al Comercio, y poco a poco vieron surgir, a inmediaciones de su estancia, un pequeño caserío que fue aumentando con el tiempo.
La llegada del ferrocarril, del que se ubicó una parada en el lugar, dio nueva vida al caserío.
Años más tarde, en 1880, a poco fallecer en Buenos Aires, el 8 de abril de 1880 el general D. Ignacio Rivas, un grupo de vecinos solicitó le fuera impuesto su nombre a la estación.

## Población
Cuenta con 478 habitantes (Indec, 2010), lo que representa un leve incremento del 1,27% frente a los 472 habitantes (Indec, 2001) del censo anterior.
| Gráfica de evolución demográfica de General Rivas entre 1991 y 2010 |
|                                                                     |
| Fuente: Censos nacionales del INDEC                                 |